# Крислово
Крислово е село в Южна България. То се намира в община Марица, област Пловдив.

## География
Селото се намира близо до град Пловдив. Предимно равнинно, почвите се използват за обработване и селскостопански дейности. В този район като цяло има много гори и равнинни местности.

## История
Името на селото е с доста интересна предистория.
Хората разказват, че по време на владичеството тук са били скрити много ценни книжа, за Българската Църква и бунтовнически дейности. И поради факта, че тук се е криело слово, така и името – Крислово (крие слово).

## Население
Численост на населението според преброяванията през годините:
| \| Година на преброяване \| Численост \| \| --------------------- \| --------- \| \| 1934 \| 551 \| \| 1946 \| 705 \| \| 1956 \| 726 \| \| 1965 \| 625 \| \| 1975 \| 655 \| \| 1985 \| 627 \| \| 1992 \| 631 \| \| 2001 \| 658 \| \| 2011 \| 650 \| \| 2021 \| 621 \| |           |
| Година на преброяване | Численост |
| 1934 | 551       |
| 1946 | 705       |
| 1956 | 726       |
| 1965 | 625       |
| 1975 | 655       |
| 1985 | 627       |
| 1992 | 631       |
| 2001 | 658       |
| 2011 | 650       |
| 2021 | 621       |

### Етнически състав
Преброяване на населението през 2011 г.
Численост и дял на етническите групи според преброяването на населението през 2011 г.:
|                     | Численост | Дял (в %) |
| Общо                | 650       | 100.00    |
| Българи             | 530       | 81.53     |
| Турци               | 74        | 11.38     |
| Цигани              |           |           |
| Други               | 0         | 0.00      |
| Не се самоопределят |           |           |
| Неотговорили        | 44        | 6.76      |

## Редовни събития
Всяка година на 8 септември (Малка Богородица) се състои съборът на селото, когато много хора от близките села и градове идват, за да се забавляват. За децата има много забавления, а тези, които обичат да седнат на маса и да поприказват със съседа в иначе толкова забързаното ежедневие – това е доста подходящ момент. Има жива музика, скара, въртележки, сергии и най-вече забавление!

### Футбол
Селото има футболен клуб с името „Сокол Крислово“, основан през 2009 г. Играе в Б-Областна Група СЕВЕРОЗАПАД Пловдив. Играе мачовете си на местния стадион „Сокол“ в с. Крислово.
Емблемата на отбора наподобява тази на италианския Лацио; екипите са в синьо и жълто.